# Origen de la etnia incaica

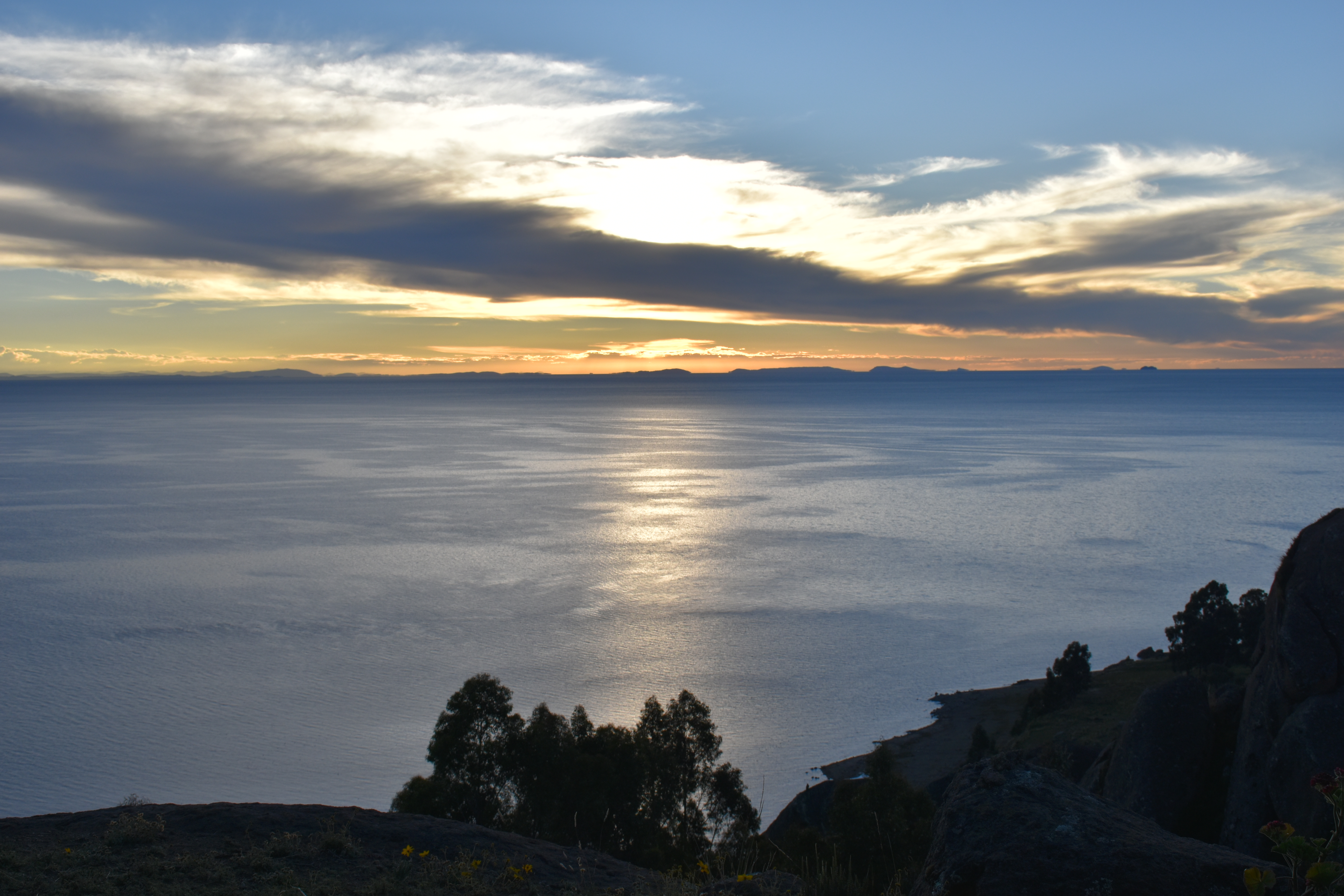
Según la mayoría de leyendas populares los primeros incas salieron del lago Titicaca.

El origen de la etnia incaica en el Cuzco, como muchas otras culturas, tiene una explicación histórica y también otra mítica. Para la explicación histórica se tiene referencias arqueológicas y documentales (tanto de documentos inéditos y no inéditos de los siglos XVI y XVII). En lo que coinciden las explicaciones míticas e históricas es que el valle del Huatanay, que atraviesa el valle del Cuzco era ya habitado antes de la llegada de los incas; sin embargo, estos llegarían a poblarlo recién a fines del siglo XII de la era actual.

## Explicación histórica

### Procedencia de la primera etnia inca

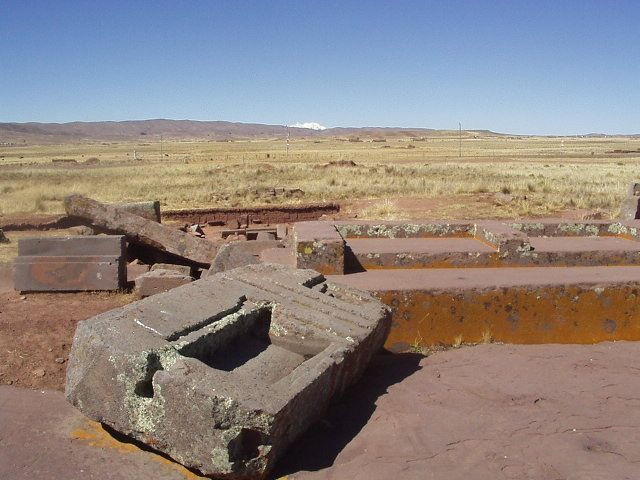
Edificio en Tiahuanaco a medio construir, proceso que habría quedado interrumpido por las invasiones y destrucciones llevadas a cabo por los aimaras en el.

La primera etnia inca en el Cuzco no era nada más que una caravana de inmigrantes procedentes del decadente reino Tiahuanaco.
Este estado de habla puquina fue invadido y asaltado por enormes oleadas militares procedentes del sur, lo que actualmente es Tucumán al norte de Argentina, y Coquimbo, al norte de Chile. Dichos invasores serían la etnia conocida como los aimaras.
No se sabe con exactitud qué motivó a los aimaras a buscar mejores tierras al norte y desplazar a los tiahuanaco, probablemente fueron cambios climáticos o quizá la invasión de otros pueblos.
Cualquiera que fuera la causa, los aimaras atacaron repentina y contundentemente lograron ganar todo el altiplano andino para ellos, mientras tanto los Taipicala o tiahuanacos se vieron obligados a emigrar por el norte. Hay evidencias arqueológicas descubiertas por Francis de Castelnau en 1845 y confirmadas por Max Uhle de que Tiahuanaco fue atacado cuando esta estaba poblada, pues se hallaron construcciones sin completar.

### Ruta de migraciones

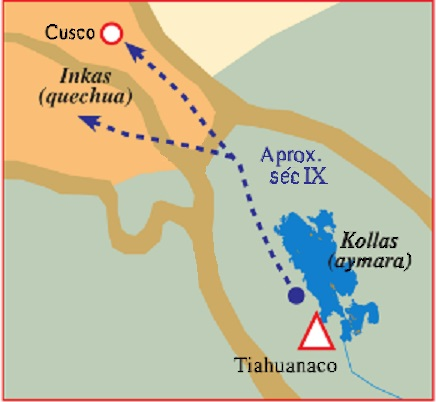
Ruta utilizada por los taipicalas para llegar al valle del Cuzco.

Dado a la amenaza que representaban las invasiones sureñas de los aimaras, la aristocracia taipicala, junto a sacerdotes y algunas familias o ayllus buscaron refugio al noreste, navegando por las aguas del lago Titicaca para instalarse en una de sus islas.
Allí lograron establecerse unos años, pero tras la estabilidad aimara en el altiplano andino, estos se expandieron hacia el norte, obligando a escapar a los tiahuanaco nuevamente. 
De ahí en adelante, los taipicalas partieron de las costas lacustres de Puno para dirigirse hacia el oeste en un largo éxodo.

#### Segunda parada: Huanacancha
Ante el desalojo de los tamputocos, el líder Manco Cápac, hijo de Apu Tambo, formó un grupo humano que constaba de, aproximadamente, 10 familias, las cuales llegaron a Huanacancha, donde toma como esposa a Mama Ocllo, aquí también permanecieron algunos años.
Los miembros del ayllu eran nómadas, y la trayectoria de sus viajes por el Altiplano se asemeja al viaje descrito en la leyenda de los hermanos Ayar.

#### Tercera parada: Pallata
Este pequeño reino fue la próxima parada de Manco Cápac y su grupo. Aquí Sinchi Roca, hijo de Manco Cápac, celebró su primer corte de cabello en una ceremonia llamada rutochicu. Manco Cápac contrajo matrimonio con Mama Ocllo y tomó otras esposas más.

### Establecimiento en el Cuzco
Tras hacer una parada en el pequeño reino de Pallata, Manco Cápac y su contingente atacaron a tres pequeñas tribus que habitaban el valle del Cuzco; los sahuares, huallas y alcahuisas, y al ver sus excelentes condiciones de buen clima y suelos fértiles, decidieron establecerse allí, en una zona pantanosa entre dos pequeños arroyos, que hoy corresponde a la Plaza de Armas del Cuzco. La aldea recién fundada se dividió en cuatro distritos; Chumbicancha, Quinticancha, Sairecancha y Yarambuycancha.
Más tarde Manco Cápac atacaría algunas comunidades aledañas, provocando así el temor de otras que cedieron voluntariamente algunas parcelas más. Una vez tomado el valle, se prosiguió a formar alianzas con las comunidades aledañas y opositoras mediante matrimonios de sus jefes con las mujeres taipicalas. 
Sin embargo esto no bastaba, su estabilidad en el Cuzco se hacía difícil por los constantes ataques recibidos por otras etnias cercanas. Todas estas tribus consideraban a Manco Cápac y su ayllu como invasores, y a menudo los acosaban. El señorío más grande era el de Ayarmaca, cuyo tamaño ejercía un gran dominio incluso en lo que era el valle del Cuzco. 
Posteriormente, esta pequeña comunidad llamada Taipicala, sería llamada Inca. Manco Cápac, y más tarde su hijo y sucesor Sinchi Roca, a menudo tendrían que defender la aldea contra las amenazas.